# زولانتیدین
زولانتیدین (انگلیسی: Zolantidine) یک آنتاگونیست انتخابی گیرنده هیستامین H2 با نفوذ بالا به مغز است.